# Stefan Glogovac
Stefan Glogovac (Trebigne, 13 giugno 1994) è un cestista bosniaco.

## Palmarès
- Campionato bosniaco: 1

Igokea: 2016-17
- Coppa di Bosnia ed Erzegovina: 1

Igokea: 2018